# Ikarus 280
Ikarus 280 je maďarský kloubový autobus, který byl vyráběn společností Ikarus v letech 1971–2002. V Česku se jeho městské verzi pro její typické červenohnědé zbarvení a maďarský původ přezdívalo „čabajka“, popřípadě též „harmonika“.

## Konstrukce
Ikarus 280 byl jednou z variant autobusů Ikarus řady 200, která zahrnovala různé verze městských, linkových, zájezdových i speciálních autobusů. Pro řadu 200 bylo charakteristické přední okno svisle dělené hliníkovou lištou na dvě části. Pozdější verze však už měly jednodílné čelní sklo. Model 280 (koncepčně vycházející ze svého předchůdce, typu 180) je třínápravový autobus se samonosnou karoserií, která se skládá ze dvou částí. Ty jsou navzájem spojeny kloubem a propojeny měchem. Hnací náprava je střední, motor a převodovka se nachází pod podlahou přední části vozu. Karoserie vozu je svařena z ocelových profilů, zvenku je oplechovaná, zevnitř obložená dřevovláknitými deskami. Podlaha se nachází ve výšce 920 mm nad vozovkou. Kabina řidiče je dle verzí uzavřená, nebo otevřená. Sedačky pro cestující jsou vyrobeny z trubkových rámů, které jsou vyplněny pěnou a ta je potažena koženkou. Vozy Ikarus 280.08, dovážené do Československa, měly přední tuhou a zadní nápravu LiAZ-trilex (od podniku LiAZ, rusky Likinskyj Autobusnyj Zavód), mezi lety 1985 a 1990 Rába s diskovými koly, střední (hnací) byla Rába.

## Výroba a provoz

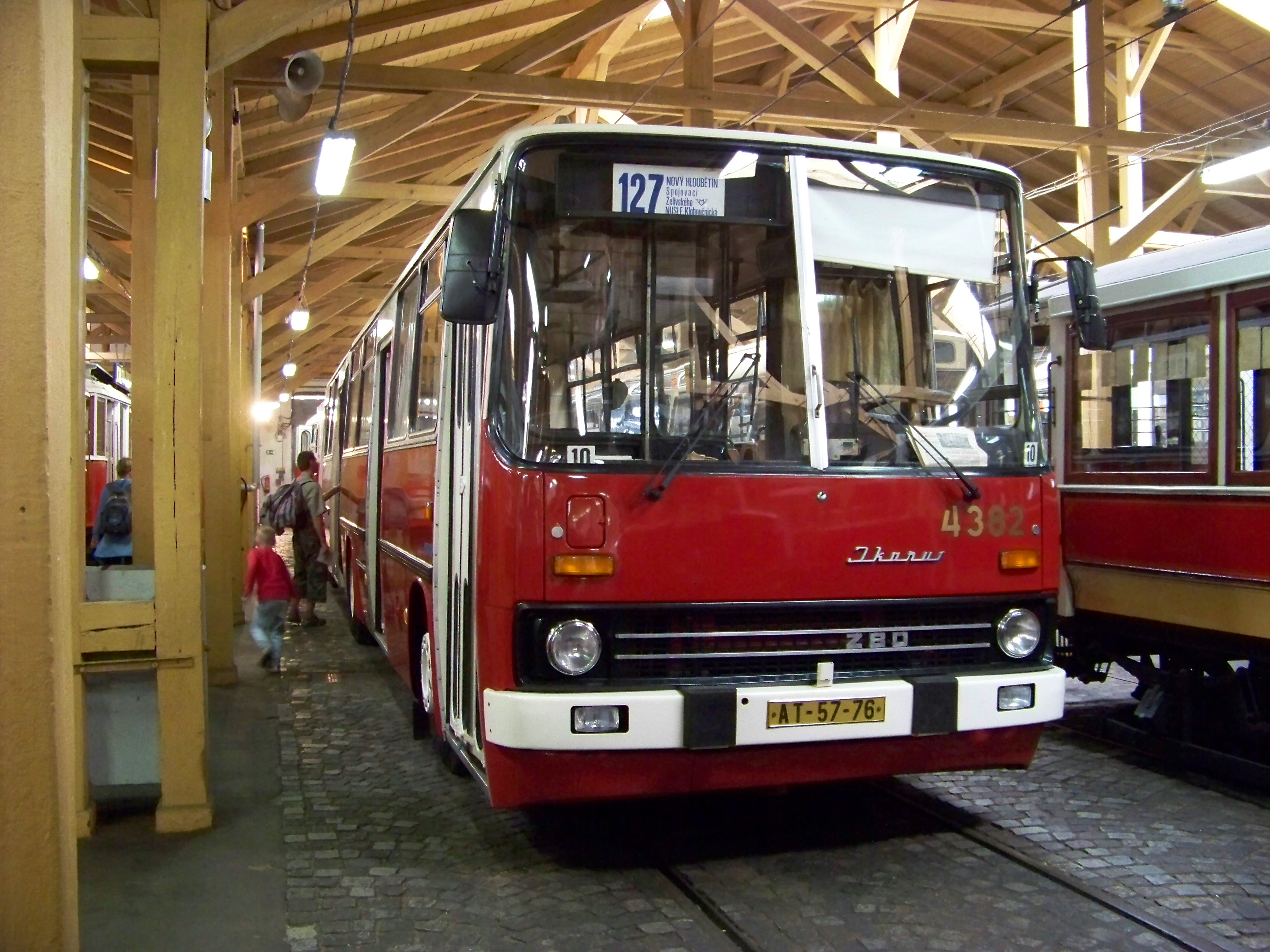
Ikarus 280.08 v Muzeu MHD v Praze

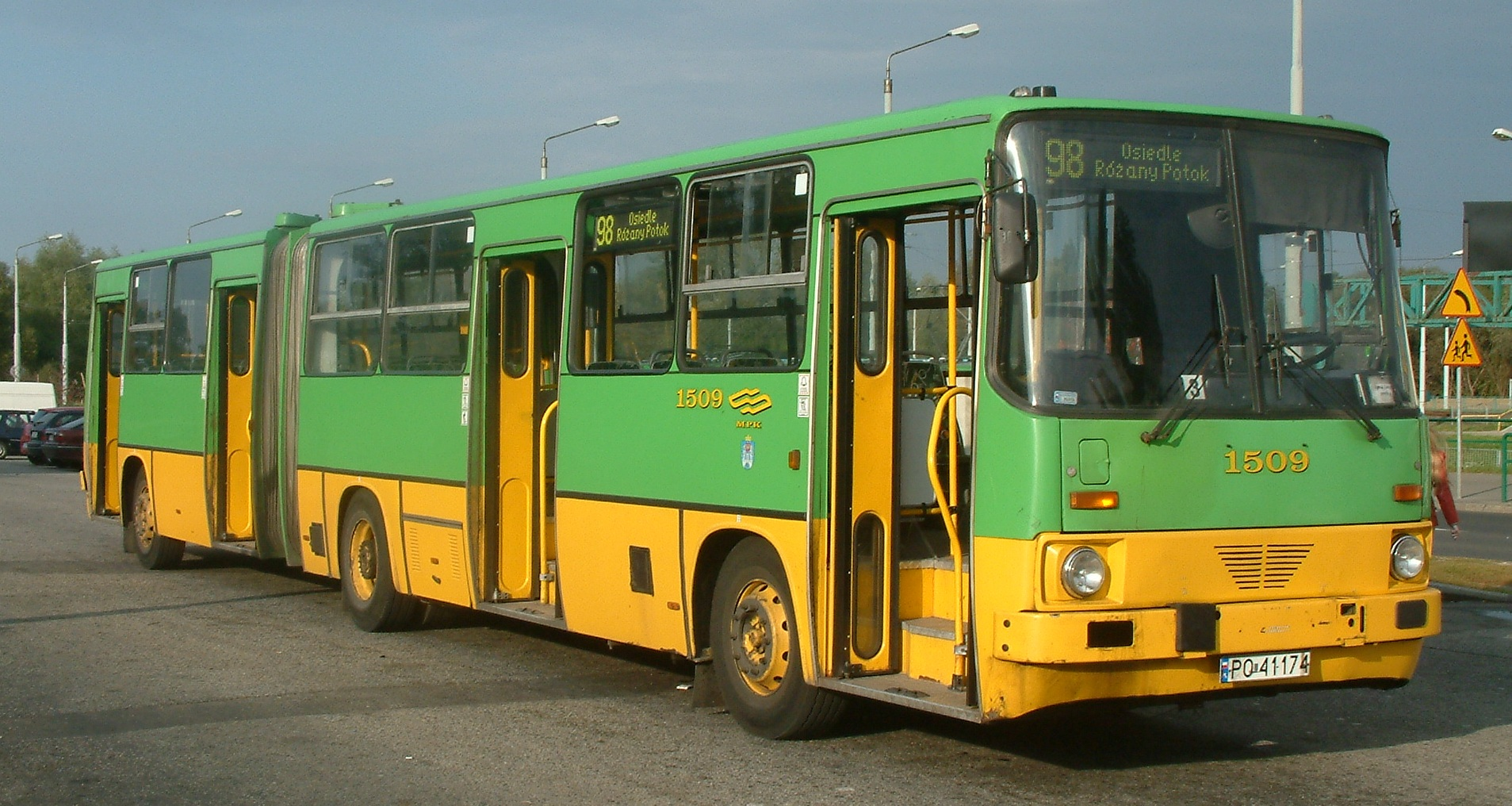
Ikarus 280.26 v Poznani

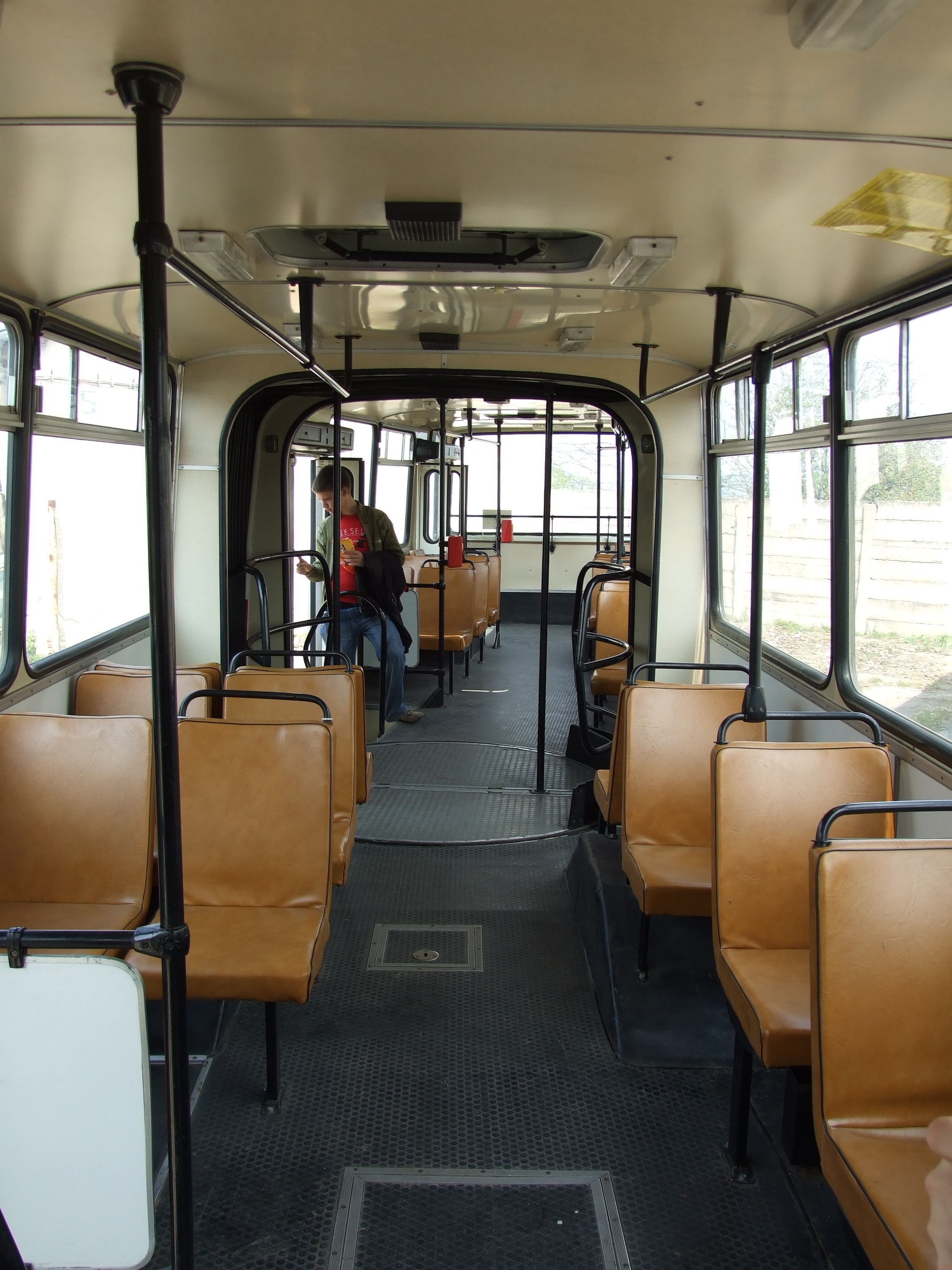
Interiér renovovaného Ikarusu 280.08 v Brně-Řečkovicích

Ikarusy 280 byly dodávány do všech zemí RVHP, takže je bylo možné potkat téměř v polovině světa. Nezanedbatelný byl i export do kapitalistických zemí. Do Československa i dalších zemí byl dodáván výhradně typ 280, přestože podnik Karosa již o několik let dříve přišel s vlastním řešením kloubového autobusu Karosa ŠM 16,5, který se však z kapacitních důvodů nedostal do sériové výroby.
Vozy typu 280 byly vyráběny v mnoha variantách, které byly označovány tečkou a dvojčíslím za označením typu (např. Ikarus 280.12). Prototyp Ikarusu 280 byl vyroben v roce 1971, první vůz tohoto typu byl v Československu zkoušen již roku 1973. Sériová výroba městské, čtyřdveřové varianty 280.08, která byla určena výhradně pro Československo, začala roku 1974, kdy se vozy tohoto typu objevily v Bratislavě. Postupně však začaly tyto potřebné velkokapacitní autobusy jezdit v mnoha dalších městech (např. Praha, Brno, Ostrava, Olomouc, Znojmo, Prostějov, Strakonice, Děčín, Chomutov, Prievidza, Bardejov, Levice, a další). Do Československa bylo dodáno také několik městských vozů 280.12 s automatickou převodovkou Praga. Dodávky městské varianty 280.08 skončily počátkem 90. let, kdy se do sériové výroby dostal městský kloubový autobus Karosa B 741.
Meziměstská dvoudveřová varianta určená pro Československo byla označena jako Ikarus 280.10. Tyto vozy byly často využívány také v příměstské dopravě, někdy dokonce i na městských linkách. V Česku se objevila ještě městská modernizovaná varianta 280.87, jediné dva vozy tohoto typu jezdily na linkách MHD v Táboře.
V České republice již autobusy Ikarus 280.08 a 280.10 provoz ukončily (např. Jihlava 1997, Praha 1999, Brno 2001), poslední exemplář byl v provozu do roku 2008 na pravidelné meziměstské lince Kynšperk nad Ohří – Sokolov u dopravce Autobusy Karlovy Vary. V Bratislavě byl provoz Ikarusů 280 ukončen 19. ledna 2008 po 34 letech provozu. V Česku však nadále zůstaly dva modernější vozy typu 280.87, které jezdily v rámci MHD v Táboře. Poslední vůz tohoto typu byl vyřazen v září 2012, jednalo se tak o poslední Ikarus 280 v pravidelném provozu na území bývalého Československa.
V zahraničí se stále vyskytují například ve Varšavě, Istanbulu, Teheránu, Basře, Havaně a dalších městech. O dlouhé životnosti a robustní konstrukci svědčí fakt, že se v některých městech dají nalézt v provozu vozy starší 20 let.
Od modelu 280 byly odvozené i některé další typy kloubových vozů Ikarus (trolejbus Ikarus 280T, autobusy 281, 282, 283, 284, 293 a podvozek 285).
Celkem bylo vyrobeno 60 993 autobusů.[zdroj⁠?!]

## Historické vozy
- Brno (v Technickém muzeu vůz 280.08 ev. č. 2090, SPZ 02V 1531)
- Ostrava (vůz 280.10 ev. č. 4070)
- Praha (vůz 280.08 ev. č. 4382)

Slovensko:
- Košice (vůz 280.08 ev. č. 4082)
- Bratislava (vůz 280.08 ev. č. 2881)
- Nitra (vůz 280.08 RZ NR-441BE)

Soukromé sbírky:
- Občanské sdružení za záchranu historických trolejbusů a autobusů (celkem 10 vozů, z toho 7 vozů 280.08, 2 vozy 280.10 a 1 vůz 280.49)
- MHDT Kladno o.s. 280.87 ex Comett Plus ev. č. 93
- Milan Jiroš (9 vozů, z toho 5 vozů 280.08, 2 vozu 280.10 a 2 vozy 280.87)
- Veteran Bus Diamant (280.08a ex Košice 4085, 280.10 ex ČSAD Nitra)

- a mnoho dalších